# De gemaskerde gardian
De gemaskerde gardian is een  stripverhaal uit de reeks van Jerom.

## Locaties
Dit verhaal speelt zich af op de volgende locaties:
- Morotari-burcht, Camargue, Montélimar, Avignon, herenhoeve 'Mas Cacharelle'[1], broedplaats van flamingo's

## Personages
In dit verhaal spelen de volgende personages mee:
- Jerom, tante Sidonia, professor Barabas, Odilon, president Arthur, gemaskerde ruiter, Fransen, agent, Marius en andere gardians, Mireille, bewaker van de broedplaats van flamingo's, Juan en andere Spanjaarden

## Het verhaal

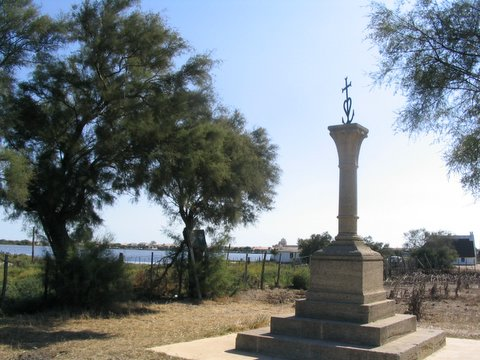
Replica van het 'kruis van de gardians' (croix camarguaise)

Jerom, tante Sidonia, Odilon en professor Barabas gaan op een inspectiereis door Europa. Ze gaan richting de Provence en komen in Montélimar, waar ze nougat verkopen. In Avignon zien ze de beroemde brug en nog verder is iedereen verbaasd om een soort cowboys te zien. Dit zijn gardians uit de Camargue, veehoeders die halfwilde kussen stieren en paarden bewaken. Jerom is er van overtuigd in een Bessy-verhaal terecht gekomen te zijn. Als Jerom een stier van de weg tilt, wordt hij uitgenodigd door monsieur Marius om op zijn herenhoeve te overnachten. Die nacht hoort Jerom hoefgetrappel en hij hoort dat er een gemaskerde gardian actief is die dieren op mysterieuze wijze laat verdwijnen. 
De volgende dag gaat het 'ferrade' van start. Odilon raakt Jerom per ongeluk, waarna hij woedend wordt. Daarna begint de 'course aux taureaux', waarbij het de bedoeling is om het bloemetje wat tussen de hoorns is geplaatst te pakken. Het lukt Odilon om dit bloemetje te pakken. Iedereen is blij, maar dan verschijnt de gemaskerde gardian en steelt de stier. Het lukt Jerom om met de straalmotor de stier terug te krijgen. Odilon besluit dan de gemaskerde gardian te pakken, maar hij rijdt per ongeluk tegen een poort. De gardians willen niet meer uitrijden, maar Jerom dwingt hen en biedt aan hen te beschermen vanuit de lucht. Samen met Odilon vliegt hij op de motor in de buurt van de groep. Ze kunnen niet voorkomen dat de gardian de stieren wil stelen en Odilon bedwelmt per ongeluk de gardians in plaats van de schurk. 
De gemaskerde gardian kan ontkomen en Jerom wil tijd voor zichzelf. Hij loopt per ongeluk een de broedplaats van flamingos in. De bewaker van deze plek vertelt dat de gemaskerde gardian vaak is gezien bij het 'kruis van de gardians'. Jerom gaat 's nachts met Odilon naar deze plek en ziet hoe de gemaskerde gardian stieren geeft aan Spanjaarden die er met een vrachtwagen zijn gekomen. Marius, de gardians, tante Sidonia en professor Barabas komen ook naar de plek en ze kunnen de mannen verslaan. De gemaskerde gardian blijkt een voormalige gardian van Marius te zijn. Hij heeft Alphonso en werd mank door een ongeluk met een stier. Hij werd uit de dienst gezet en wilde wraak, daarom verkocht hij de stieren aan organisatoren van stierengevechten. Hij biedt zijn verontschuldiging aan en Marius vergeeft hem. Hij neemt de man weer in dienst en de vrienden verlaten de Camargue.